# Trisetum mattheii
Trisetum mattheii là một loài thực vật có hoa trong họ Hòa thảo. Loài này được Finot mô tả khoa học đầu tiên năm 2005.